# Henryk III i jego dwór
Henryk III i jego dwór (fr. Henri III et son cour) – dramat Aleksandra Dumasa (ojca) z 1829 roku.

## Geneza utworu
Po niepowodzeniu z wystawieniem Krystyny, Dumas, wówczas kancelista w kancelarii księcia orleańskiego, zaczął się rozglądać za tematem do nowego dramatu. Wszedłszy któregoś dnia do pokoju jednego ze swoich biurowych kolegów (Amadée de la Poncé) zobaczył na biurku dzieło historyka Anquetila, otwarte na opowieści z okresu panowania Henryka III. Henryk Gwizjusz, zwany też Pokiereszowanym, dowiedział się, że żona, Katarzyna de Clèves, zdradza go z jednym z mignonów królewskich, Pawłem de Caussade, hrabią de Saint-Megrin. Nie przejął się tym specjalnie, postanowił jednak dać jej nauczkę. Pewnego ranka wszedł do jej komnaty ze sztyletem w jednej ręce, a trucizną w drugiej i kazał jej, jako niewiernej  żonie, wybrać rodzaj śmierci. Nie pomogły błagania, księżna wypiła więc truciznę i zaczęła się modlić, oczekując śmierci. Po godzinie Henryk uspokoił ją, że to, co wypiła, było rosołem.
Temat zafascynował młodego autora. Sięgnął więc do swojego ulubionego przewodnika po historii Francji, Biografii powszechnej, z której oprócz garści szczegółów, dowiedział się też o Pamiętnikach Piotra l'Estoile'a. Wypożyczył sobie to dzieło i wreszcie znalazł to, czego szukał. Dowiedział się najpierw, że szambelan królewski Saint-Megrin, został zamordowany na ulicy, w 1578 roku, z rozkazu Henryka Gwizjusza, który w ten sposób zemścił się na nim za uwiedzenie mu żony. U l'Estoile'a, w opowieści o innym magnacie, Ludwiku Bussy'm d'Amboise, znalazł też pisarz doskonały chwyt dramaturgiczny. Młody Bussy, kochanek Franciszki de Chambes, hrabiny de Montsoreau, otrzymał od niej liścik, zapraszający go do zamku na noc pod nieobecność męża ukochanej. Franciszka napisała go pod przymusem. Ratując sobie życie, zgodziła się, by ją zazdrosny mąż przyłapał na gorącym uczynku zdrady. Bussy został zabity w komnacie kochanki przez męża, który wtargnął tam z kilkoma uzbrojonymi przyjaciółmi.
Połączywszy historię Saint-Megrina i Bussy'ego Dumas poczuł, że ma swój dramat. Trzeba jeszcze było dorzucić trochę szczegółów obyczajowych, lokalny koloryt, "ciżbę dworaków Henryka III", ale w tych kwestiach mógł liczyć na wykształconych przyjaciół, nie należał zresztą do ludzi zbyt drobiazgowych. W dwa miesiące napisał Henryka III i jego dwór. W sierpniu 1828 roku utwór był gotowy.

## Walka o wystawienie dramatu
O projekcie swego utworu opowiedział najpierw Dumas swej kochance Melanie Waldor. Z nią też spierał się czy dramat ma być napisany wierszem czy prozą. Kiedy utwór był już gotowy w domu jej ojca urządził pierwsze czytanie sztuki. Melanie była zachwycona, natomiast jej ojciec, profesor Villenave, oburzał się na wynaturzenie ludzkiego umysłu. Wobec tego następną próbę zaprezentowania utworu podjął Dumas w środowisku bardziej przychylnym nowym prądom w sztuce. Na prośbę Dumasa, Nestor Roqueplan, dyrektor Le Figaro, zaprosił do siebie kilkunastu współpracowników gazety oraz redaktorów czasopisma Sisyphe, do których dołączyli, przełożony Dumasa, Lassagne i aktor Firmin. Lektura sztuki wywołała burzę oklasków. Firmin zaproponował zaaranżowanie spotkania w gronie aktorów Komedii Francuskiej. Wzięli w nim udział panna Mars, panna Levard, Michelot, Samson i sławny wówczas pieśniarz i poeta Pierre-Jean de Béranger. Dumas przyjechał z matką. Sztuka zrobiła na zebranych ogromne wrażenie. Panna Mars dostrzegła w roli księżnej de Guise rolę dopasowaną do jej możliwości scenicznych, pozwalającą wyrazić połączenie wstydliwości i namiętności, w którym osiągała największe sukcesy, a jednocześnie, w odróżnieniu od Krystyny, w scenach brutalnych ukazującą ją jedynie w roli ofiary. Dwa dni później, 17 września 1828 roku, sztukę przyjął przez aklamację komitet repertuarowy teatru.
Nowe trudności spowodował artykuł Charlesa Maurice'a, publicysty Le Courrier du Theâtre, który na łamach swego czasopisma wyśmiewał "szkodliwą moralnie" sztukę i ostrzegał władze, że ukazanie na scenie morderców i mignonów jako osób blisko związanych z dworem królewskim może grozić skandalem. Oburzony Dumas popędził do dziennikarza z kijem w ręku i kolegą z księgowości, Amadée de la Poncé, u boku. Przestraszony dziennikarz przyznał pisarzowi prawo do odpowiedzi. W artykule z 26 października Dumas wyjaśnił więc, że nie miał najmniejszego zamiaru epatować publiczności bezeceństwami ludzi otaczających króla w XVI wieku, chciał jedynie sumiennie ukazać kolejne etapy walki księcia Gwizjusza z ostatnim z Walezjuszów. To wyjaśnienie zadowoliło cenzurę, która ostatecznie wyraziła zgodę na wystawienie sztuki.
Rozpoczęły się próby. Panna Mars, której przypadła rola księżnej de Guise, zażądała, by w roli Henryka III obsadzić Armanda, a jako pazia Artura panią Menjaud. Dumas wołał do roli Henryka, Michelota, a w roli pazia chciał obsadzić uroczą Louise Despreaux, którą dopiero co zawojował. Panna Mars, starała się pozbyć dziewczęcia, które jeszcze postarzało blisko pięćdziesięcioletnią aktorkę, sugerowała więc, że Despreux ma niezgrabne kolana. Ostatecznie jednak uległa. Sprawa z Armandem była bardziej delikatnej natury. Dumas obawiał się, że aktor obnoszący się prywatnie ze swym homoseksualizmem, mógłby nadać postaci króla cechy karykaturalne. Z powodu tych teatralnych rozgrywek jak i z powodu Virginie Bourbier, czarującej istoty, grającej drugoplanową rolę w jego sztuce, Dumas zaczął zaniedbywać swą pracę. Dyrektor generalny Manche de Broval postawił mu ultimatum: albo będzie pracował regularnie albo weźmie bezpłatny urlop. Powiadomiony o kłopotach pisarza Firmin, przez Bérangera, skierował go do znajomego bankiera Jacques'a Lafitte'a, który po krótkim wahaniu pożyczył mu trzy tysiące franków, prosząc o zwrot całej kwoty po ukazaniu się utworu drukiem.
Tymczasem jeszcze przed rozwieszeniem afiszy zapowiadających premierę sztuki rozeszła się wieść o nowatorstwie utworu. Chcąc zneutralizować jej wpływ Dumas poprosił Melanię, by rozpowiadała na salonach, wśród zwolenników romantyzmu, że w Komedii Francuskiej należy się spodziewać wielkiej batalii, którą dla dobra młodego pokolenia koniecznie trzeba wygrać. Rozsiewane były pogłoski, że sztuka jest zawoalowaną krytyką despotyzmu panującego władcy. Niektórzy spośród klasyków i polityków domagali się zakazania inscenizacji tuzinkowego melodramatu na tak poważnej scenie. Król, Karol X, pozostał niewzruszony, odpowiedział sygnatariuszom apeli: Panowie, nie mogę nic w tej sprawie dla was zrobić. Jestem takim samym widzem jak i inni. Dumas rozdał 250 darmowych biletów przyjaciołom, którzy mieli wspomagać klakierów. Wysłał zaproszenia do Alfreda de Vigny'ego, Louisa Boulangera i Victora Hugo. Z Chartres przyjechała specjalnie, by go wspierać jego siostra Aimée.
Tymczasem podczas ostatniej próby, na dwa dni przed premierą, pisarz dowiedział się, że jego matka miała wylew podczas wizyty u znajomych. Wynajął więc dla niej na miejscu mieszkanie i zaimprowizował naprędce miejsce opieki nad na wpół sparaliżowaną, składające się z łóżka i materacy dla niego, siostry i lekarza. Ostatnie godziny przed premierą spędzał pomiędzy łóżkiem walczącej o życie matki, a teatrem. W przeddzień premiery udał się jeszcze do księcia orleańskiego z prośbą, by i książę zaszczycił spektakl swą obecnością. Książę próbował się wymówić tym, że na następny wieczór zaprosił na kolację trzydziestu zagranicznych książąt. Dumas zasugerował Jego Królewskiej Wysokości, by przyspieszył kolację o godzinę, a on o godzinę opóźni premierę spektaklu i zarezerwuje dla książęcych gości całą pierwszą galerię. Książę, który chętnie się kreował na obrońcę młodych liberałów, przyjął tę propozycję.

## Osoby
| Osoba                 | Jej rola w dramacie                                    | Aktor premierowy |
| --------------------- | ------------------------------------------------------ | ---------------- |
| Henryk III            | król Francji                                           | Michelot         |
| Katarzyna Medycejska  | królowa matka                                          | panna Leverd     |
| Henryk lotaryński     | książę de Guise                                        | Joanny           |
| Katarzyna de Clèves   | księżna de Guise                                       | panna Mars       |
| Paul Estuert          | hrabia de Saint-Megrin, faworyt królewski              | Firmin           |
| Nogaret de la Valette | baron d'Epernon, faworyt królewski                     | Marius           |
| Anne d'Arques         | wicehrabia de Joyeuse, faworyt królewski               | Samson           |
| Saint-Luc             | faworyt królewski                                      | Bouchet          |
| Bussy d'Amboise       | faworyt Franciszka Walezjusza, księcia andegaweńskiego | Delafosse        |
| Balzac d'Entragues    | zwany Antraguetem, faworyt księcia Henryka Gwizjusza   | Dumilatre        |
| Cosmo Ruggieri        | astrolog                                               | Saint Aulaire    |
| Saint-Paul            | pomocnik księcia Henryka Gwizjusza                     | Montigny         |
| Artur                 | paź księżnej de Guise                                  | panna Despréaux  |

## Czas akcji
Niedziela i poniedziałek, 20 i 21 lipca 1578

## Treść

### Akt I
Akcja aktu pierwszego rozgrywa się w pracowni alchemika i astrologa Kosmy Ruggieriego. U mistrza zjawia się Katarzyna Medycejska, która przyszła doń sekretnym przejściem z pałacu Soissons. Katarzyna upewnia się, że zebranie członków Ligi odbędzie się dzisiaj u Ruggieriego i wiadomości o jego przebiegu trafią do niej, a nie do króla. Po ucieczce Henryka nawarskiego i jej syna Franciszka, największym zmartwieniem Katarzyny są nowi mignoni króla, którymi Henryk otoczył się po tragicznej śmierci Quelusa, Maugirona i Schomberga w pojedynku przed trzema miesiącami (27 kwietnia). Z frywolnymi d'Epernonem i Joyeusem, potrafi sobie poradzić. Gorzej przedstawia się sprawa z Saint-Megrinem, który jest jej wrogi, a który ma wielki wpływ na króla. Chciałaby więc uwikłać go w romans z księżną de Guise, w której młodzieniec jest z wzajemnością zakochany. Ponieważ mignoni postanowili wybrać się do Ruggieriego, aby wypytać go o swą przyszłość, sprowadziła do sąsiedniego, sekretnego pokoju, uśpioną księżnę, żeby zetknąć ze sobą zakochanych. Królowa obiecuje Ruggieriemu bogaty dar i odchodzi.
Do pracowni pukają trzej młodzieńcy. Ruggieri odkrywa przed d'Epernonem i Joyeusem ich przyszłe zaszczyty i ci wychodzą. Wówczas zatrzymuje Saint-Megrina aluzją do jego miłości. Gdy hrabia odwraca się w stronę lustra, Ruggieri otwiera na chwilę sekretne przejście i pozwala zakochanemu mężczyźnie zobaczyć w lustrze jego umiłowaną. Gdy ten deklaruje, że chciałby z nią porozmawiać, daje mu flakon z płynem, którego opary obudzą ją ze snu, po czym każe mu czytać zaklęcie, podczas gdy sam po raz kolejny otwiera drzwi i sprawia, że specjalny mechanizm wsuwa łóżko ze śpiącą do pracowni. Księżna Katarzyna wyrwana ze snu wyznaje zakochanemu w niej młodzieńcowi miłość. Po czym oprzytomniawszy, wycofuje się ze swej deklaracji.
Tymczasem pod drzwiami słychać głos jej męża księcia Gwizjusza (Le Balafré'go). Saint-Megrin wychodzi mu naprzeciw, podczas gdy Ruggieri wyprowadza księżnę przez sekretne drzwi. Saint-Megrin spotyka swych towarzyszy i wspólnie odchodzą. W księciu de Guise ich obecność wzbudza podejrzenia, szczególnie, że jego, brat książę de Mayenne, ostrzegł go, że Saint-Megrin jest zakochany w jego żonie. Książę prosi Ruggieriego o sporządzenie drzewa genalogicznego Gwizjuszy, wyprowadzającego ich pochodzenie od Karola Wielkiego. Poprzedni dokument zaginął wraz z adwokatem Jeanem Davidem w Lyonie, gdy ten wracał z Rzymu. W pracowni pojawiają się kolejno Crucé, Bussy Leclerc, La Chapelle-Marteau i Brigard z listami podpisanymi przez zwolenników Ligi. Następnego dnia książę ma je przedłożyć królowi i poprosić o wyznaczenie przywódcy Ligi. Książę Henryk zostaje sam i rozmyśla o swoich szansach na zdobycie francuskiego tronu, kiedy odkrywa chusteczkę, którą w zamieszaniu zostawiła na sofie jego żona.

### Akt II
Czekając na króla w sali Luwru Joyeuse, d'Epernon, Saint-Megrin i Saint-Luc plotkują, fechtują i grają. Zjawia się Bussy d'Amboise, a po nim król. Bussy informuje króla, że jego brat wrócił do Paryża i udaje się niniejszym do Flandrii. Król prosi o zorganizowanie spotkania z Franciszkiem z uwagi na zagrażające mu z różnych stron niebezpieczeństwa. Przed obliczem królewskim zjawia się zabójca Quelusa, baron d'Entraques i prosi króla o przebaczenie. Król przebacza mu, nie mogąc jednak zapomnieć straty przyjaciela odsyła go do jego włości na prowincji.
Przed królem zjawia się Henryk Gwizjusz, który w obliczu trudności finansowych państwa i grożącej wojny z hugenotami i Hiszpanią informuje Henryka III o inicjatywie mieszkańców Paryża, zorganizowanych w Lidze Katolickiej, którzy gotowi są opodatkować się na ten cel, proszą jedynie króla o wyznaczenie im przywódcy. Saint-Megrin obraża księcia, a gdy ten zasłania się przed pojedynkiem jego niskim statusem społecznym, król wynosi swego ulubieńca do godności książęcej. Do pojedynku przyłącza się również Busssy d'Amboise. Pojedynek zostaje wyznaczony na dzień następny. Henryk Gwizjusz obiecuje stawić się wraz z d'Entraquesem, pod warunkiem, że król wyznaczy przywódcę Ligi.
Po wyjściu zgromadzonych, królowa matka wyjawia synowi, że celem Ligi, po zwycięstwie nad hugenotami, jest pozbawienie go tronu i zamknięcie w klasztorze oraz obranie królem Henryka Gwizjusza. Na dowód prawdziwości swoich słów przedstawia mu dokumenty przechwycone w Lyonie z rąk Jeana Davida. Obiecuje królowi pomoc w zamian za przysięgę, że będzie się z nią konsultował we wszystkich sprawach.

### Akt III
W pałacu Gwizjuszy stara księżna de Caussé, służąca Maria i paź Artur plotkują na temat balu i strojów. Kiedy księżna de Guise zostaje z paziem sama wypytuje go o Saint-Megrina, o którym mówi się na dworze, że nie kocha żadnej kobiety. Paź opowiada, że kiedy jedna z dam dworu upuściła swój bukiet, skoczył po niego między lwy. Księżna uświadamia sobie, że to ona upuściła bukiet. Zjawia się książę, który zmusza żonę torturami do napisania listu informującego Saint-Megrina, że następnej nocy w pałacu Gwizjuszy odbędzie się spotkanie członków Ligi i do pierwszej w nocy będzie mógł wejść niezauważony. Następnie przymusza ją do wysłania listu wraz z kluczem do ukochanego.

### Akt IV
Saint-Megrin otrzymawszy list, zamawia u służącego strój członka Ligi, który pozwoliłby mu wejść niezauważonym do pałacu Gwizjuszy. Wchodzi Ruggieri i przepow,da mu śmierć jeszcze tej nocy.
Podczas audiencji zostają przez Henryka Gwizjusza sformułowane obowiązki przywódcy Ligi Katolickiej, po czym król mianuje szefem Ligi siebie. Oburzony Gwizjusz wychodzi. Saint-Megrin nie jest zadowolony, że król po raz kolejny uciekł się do podstępnej polityki swej matki, zamiast otwarcie wystąpić przeciw księciu. Król jednak spodziewa się, że jutrzejszy pojedynek uwolni go od tego groźnego wroga i wpływów matki. Przed udaniem się na spoczynek król wręcza przyjacielowi amulet chroniący przed śmiercią od żelaza. Zegar wybija północ. Saint-Megrin, mocno spóźniony wyrusza na spotkanie z ukochaną.

### Akt V
Dochodzi wpół do pierwszej, zaniepokojona księżna de Guise nasłuchuje czy nie usłyszy kroków ukochanego. Wreszcie Saint-Megrin się zjawia, a ona zaklina go, by jak najprędzej uciekał, bo znalazł się w pułapce zastawionej przez jej męża. Upewniwszy się o miłości Katarzyny, Saint-Megrin gotuje się na śmiertelną walkę. Paź Artur wrzuca jednak przez okno sznur, po którym Saint-Megrin ucieka. Do pokoju księżnej wdziera się jej mąż ze sługami. Zobaczywszy, że Saint-Megrin uciekł przez okno, zaciąga tam swoją żonę i przywołuje swego zaufanego Saint-Paula, który czekał na ulicy w zasadzce. W świetle pochodni ukazują się zwłoki pazia i mocno pokiereszowane ciało Saint-Megrina. Książę przypuszczając, że posiada on amulet chroniący go od żelaza i ognia, każe go powiesić. Księżna traci przytomność. Sztuka kończy się słowami Gwizjusza: "Teraz gdy skończyliśmy ze sługą, zajmijmy się panem".

## Premiera
Spektakl rozpoczął się 11 lutego 1829 roku wieczorem, w sali nabitej po brzegi publicznością. Mimo przydługiej ekspozycji, każda celna kwestia pierwszego aktu była witana brawami. W przerwie Dumas pobiegł sprawdzić jak się czuje matka. Wrócił po rozpoczęciu drugiego aktu. Widownia była coraz bardziej rozemocjonowana nabierającą rozpędu akcją. W trzecim akcie, gdy książę Gwizjusz zjawia się w sypialni żony i ściska jej ramię żelazną rycerską rękawicą przez salę przebiegł pomruk zgrozy.  Rozpaczliwe słowa przerażonej księżnej: To boli, panie!... Strasznie boli! zrobiły niezwykłe wrażenie na przyzwyczajonej do napuszonej recytacji publiczności. Tym jednym zdaniem Dumas zapewnił sobie wygraną. Urzeczona widownia czekała dalej niecierpliwie na finał wymyślonej przez księcia Gwizjusza zasadzki. Gdy Saint-Megrin wyskoczył  przez okno publiczność zamarła. Gdy demoniczny książę zaciągnął żonę do okna i rzucając Mayenne'owi chusteczkę księżnej zawołał: Zaciśnij mu ją na gardle. Będzie miał milszą śmierć, przez salę przeszedł dreszcz zgrozy. Po opadnięciu kurtyny zerwał się huragan braw. Gdy Firmin wyszedł na scenę, by wymienić nazwisko autora wybuchła tak potężna owacja, że aktor nie mógł dojść do głosu. Po przedstawieniu młodzi romantycy krzyczeli we foyer: Racine do lamusa! Wolter do lamusa! Nie bójmy się powiedzieć, Racine to zwykły szelma! Woźni musieli ich powstrzymać przed próbą wyrzucenia przez okno marmurowych popiersi dawnych mistrzów. Dumas napisał po latach: Niewiele osób doświadczyło tak gwałtownego zwrotu jak ten, który dokonał się w moim życiu podczas czterech godzin przedstawienia "Henryka III". Wieczorem nikomu nieznany, stałem się dzień później człowiekiem, o którym mówił, czasem dobrze, czasem źle, cały Paryż.

## Dalsze losy utworu
Następnego dnia, o drugiej po południu Dumas udał się z rękopisem do wydawcy Vezarda, który wypłacił mu od ręki sześć tysięcy franków. Pozwoliło mu tu bez zwłoki spłacić dług Lafitte'owi. W teatrze, do którego następnie się udał, dowiedział się, że z ministerstwa spraw wewnętrznych przyszło pismo nakazujące zawieszenie sztuki, co na ogół oznaczało wstęp do całkowitego zakazu grania utworu. Za radą dyrektora Taylora, Dumas napisał jeszcze tego samego dnia do ministra de Martignaca, z prośbą o audiencję. Następnego dnia rano kryzys został zażegnany. Minister wyraził zgodę na wznowienie przedstawień po wprowadzeniu paru drobnych korekt. Ze swej strony, w obronie sztuki oraz jej autora stanął też książę orleański. Zapytany przez króla: Czy wie pan, kuzynie, jakie przynoszą mi wiadomości? Że pewien młody człowiek z pańskiego biura wystawił sztukę, w której gramy obaj - ja jestem Henrykiem III, pan - księciem Gwizjuszem. Książę odpowiedział: Sire, oszukano pana, i to z trzech powodów. Po pierwsze nie biję żony; po drugie księżna orleańska nie robi ze mnie rogacza; a po trzecie nie ma wierniejszego poddanego Waszej Wysokości niż ja. Sztuka została wystawiona przy pełnej publiczności trzydzieści osiem razy.
Recenzje mocno różniły się w tonie wypowiedzi. Liberalne Le Figaro, Le Corsaire, Le Courrier français, Le Nouveau Journal de Paris, Gil Blas, Le Mercure de France cieszyły się z rozgłosu powstałego wokół sztuki, bardziej konserwatywne La Gazette de France czy Le Pandore piętnowały upadek Komedii Francuskiej, twierdząc, że skompromitowała się wystawiając melodramat, który ledwie nadaje się do teatrów bulwarowych, a przy tym obraża monarchię, moralność i religię. Jeden z najbardziej kąśliwych artykułów kończył się słowami: Ten niewątpliwie wielki sukces ani trochę nie dziwi tych, którzy wiedzą, jakich literackich i politycznych szachrajstw dopuszcza się dom orleański. Autor sztuki jest drobnym urzędnikiem na usługach Jego Królewskiej Wysokości. Dumas wyzwał autora tych słów, publicystę Armanda Carrela na pojedynek. Nim jednak do niego doszło Carrel stracił we wcześniej umówionym pojedynku dwa palce i sprawa zakończyła się polubownie.